# سكوت كونلي
سكوت كونلي (بالإنجليزية: Scott Conley)‏ هو لاعب دوري الرغبي أسترالي، ولد في 8 يونيو 1973 في نيوكاسل في أستراليا.